# Некрасов, Николай Владимирович
Николай Владимирович Некрасов (18 декабря 1900 — 4 октября 1938) — русский эсперантист и переводчик на эсперанто, писатель, поэт, журналист и критик.

## Биография
Родился в Москве в 1900 году. В 15 лет выучил эсперанто. В 1918—1919 годах был редактором собственноручно издаваемого издания Juna Mondo («Юный мир»). Стал сооснователем литературного ревью La Nova Epoko («Новая эпоха») в 1922 году и был его редактором до 1930 года. Среди деятельности «Новой эпохи» можно отметить открытое письмо министру образования Франции Леону Берару, который в июне 1922 года запретил преподавание эсперанто во французских заведениях как «потенциально опасного» (в письме министра благодарили за повышение популярности эсперанто и советовали далее запретить французский язык, на котором опубликовано ещё больше революционных произведений). В 1933 году редактировал сборник статей «Новые проблемы языкознания».
В 1920-е годы издал две книги оригинальных стихотворений на русском языке.
Прежде всего известен как переводчик русской стихотворной классики на эсперанто. Поэтическое наследие самого Некрасова публиковалось в различных периодических изданиях. На его творчество повлияли представители русского символизма, такие как Блок и Бальмонт.
В середине 1930-х годов Некрасов вместе с другими членами эсперантистского движения в СССР стал объектом сталинского террора и 4 октября 1938 года был расстрелян. Посмертно реабилитирован 26 ноября 1957 года.

## Работы[2]

### Переведённая поэзия
- Kupra rajdanto (Медный всадник), Пушкина.
- Eŭgeno Onegin (Евгений Онегин) Пушкина, SAT.
- Dekdu (Двенадцать) и Najtingala ĝardeno (Соловьиный сад) Блока.
- Blanka cigno (Белый лебедь) и La mortaj ŝipoj (Мёртвые корабли) Бальмонта.
- Nubo en pantalono (Облако в штанах) и Suno (Солнце) Маяковского.
- Monna Liza Михаила Герасимова.
- Socialismo, Patrino (Мать) Александра Безыменского.

### Переведённая проза
- Ruĝa Stelo (Красная звезда) Александра Богданова, SAT, 1929.
- La Vojo de formiĝo kaj disvastiĝo de la lingvo internacia (англ. The way of formation and spread of the international language) Эрнста Дрезена, SAT, 1929
- E. Drezen. Historio de la Mondolingvo (эсп.). — Leipzig: Ekrelo, 1931.

### Собственная поэзия
- Fablo pri ĝilotinŝraŭbeto (Басня о маленьком винте с левой резьбой), опубликовано в Sennacieca Revuo.
- Testamento de Satano (Завет Сатаны).
- Verda flamo (Зелёное пламя)
- Krono de sonetoj pri Esperanto (Венок сонетов).
- Mi moskvano (Я, москвич), опубликовано в Internacia Literaturo.

### Собственная проза
- Bibliografio de Esperantaj presaĵoj en USSR dum 12 jaroj de la revolucio 1917—1928 (Библиография материалов на эсперанто, опубликованных в СССР за 12 революции 1917—1928), Москва, 1928.
- Tra USSR per Esperanto (Через СССР с эсперанто).
- Несколько эссе о литературе на эсперанто, опубликованных в La Nova Epoko.